# Highland Beach (Maryland)
Highland Beach is een plaats (town) in de Amerikaanse staat Maryland, en valt bestuurlijk gezien onder Anne Arundel County.

## Demografie
Bij de volkstelling in 2000 werd het aantal inwoners vastgesteld op 109.
In 2006 is het aantal inwoners door het United States Census Bureau geschat op 110, een stijging van 1 (0,9%).

## Geografie
Volgens het United States Census Bureau beslaat de plaats een oppervlakte van
0,2 km², geheel bestaande uit land.

## Plaatsen in de nabije omgeving
De onderstaande figuur toont nabijgelegen plaatsen in een straal van 8 km rond Highland Beach.